# Cyanea st-johnii
Cyanea st-johnii là loài thực vật có hoa trong họ Hoa chuông. Loài này được (Hosaka) Lammers, Givnish & Sytsma mô tả khoa học đầu tiên năm 1993.